# مارسيل خليفة
مارسيل خليفة (ولد عام 1950م في بلدة عمشيت في جبل لبنان)، هو مؤلف موسيقي، ومغني، وعازف عود لبناني. يُعتبر مارسيل أحد أهم الفنانين العرب الملتزمين بقضية فلسطين، عُرف مارسيل دائماً بأغانيه التي تأخُذ الطابع الوطني، وبأسلوب دمجه بين الموسيقى العربية والآلات الغربية كالبيانو.
بزغ انتماؤه للحزب الشيوعي في بداياته (رغم أنه لم يلتزم كثيرا به بشكل دائم)، وإيمانه بالقضية الفلسطينية رافقه في أغانيه وموسيقاه، رغم أن طابع الموسيقى قد اختلف بشكل واضح حسب مراحل حياته من الحرب الأهلية اللبنانية، والنضال الفلسطيني، إلى مرحلة السلم اللبناني ومرحلة ما بعد الطائف، واتفاق أوسلو على الجانب الفلسطيني.

## الحياة الشخصية
ولد في 10 يونيو/حزيران في بلدة عشميت، بمحافظة جبل لبنان في لبنان، تخرج من معهد بيروت الوطني للموسيقى في عام 1971م.

## الحياة الفنية

### السبعينيات-الثمانينات
بعد تخرجه من معهد بيروت الوطني للموسيقى، وخلال 1972-1975م جال مارسيل بلدان الشرق الأوسط وشمال أفريقيا والولايات المتحدة كان يُقدم خلالها عروضاً منفردة على العود، في عام 1972م أنشأ مارسل فرقة موسيقية في بلدته عمشيت بهدف إنعاش التراث الموسيقي والعربي.
طبعت أول أسطوانة له في حياته الفنية في باريس في آب/أغسطس 1976م، وتشمل أربع قصائد لمحمود درويش وقصيدة جفرا للشاعر الفلسطيني عزالدين المناصرة، ثم غنى لاحقاً في عام 1984م في ستاد الصفا في بيروت أمام مئة ألف مستمع قصيدة بالأخضر كفناه لعزالدين المناصرة أيضاً التي أصبحت نشيد الثورات العربية منذ 2011م.
خلال أواخر السبعينات والثمانينات لحن مارسيل أولاً قصائد الشاعر الفلسطيني محمود درويش، مطلقاً ظاهرة غناء القصيدة الوطنية الفلسطينية التي تمتزج فيها صورة المرأة الحبيبة بالأرض والوطن أو الأم والوطن معاً. كانت البدايات مع: «ريتا والبندقية» و«وعود من العاصفة» واستمرت لسنين محققة مزجاً رائعاً بين العود وشعر درويش الرمزي الوطني العاشق فكانت «أمي» وكانت «جواز السفر» أفضل شعارات تحملها وترددها الجماهير العربية المنادية بالنضال في فترة ما بعد النكسة. شكل مارسيل ودرويش أقرب ما يشبه الثنائي في أذهان الناس، رغم أنهما لم يلتقيا إلا في فترة متأخرة، لحن مارسيل أيضا لشعراء آخرين مثل حبيب صادق وطلال حيدر («تصبحون على وطن قصيدة لمحمود درويش من ديوان ورد أقل الصادر سنة 1986»). استطاع مارسيل أيضاً إدخال الساكسفون إلى الموسيقى العربية في واحدة من أهم أغانيه يعبرون الجسر للشاعر خليل حاوي، وعبر عن ميوله الشيوعية بقوة في «قصيدة الخبز والورد».

### 1990-الآن
بدأ مارسيل يميل أكثر للتلحين الموسيقي البحت دون الغناء فكانت بداية مشاريعه الموسيقية التي بدأها بمعزوفة «جدل» التي تعتبر نقاشاً بين العود القديم (مارسيل خليفة) والعود الجديد (شربل روحانا) فكان محاولة أكثر من ثورية بالنسبة لتقديم العود، قام مارسيل أيضا بتأليف موسيقى تصويرية في العديد من مسرحيات عبد الحليم كركلا الأخيرة: مثل حلم ليلة صيف والأندلس... الحلم المفقود وأليسا.. ملكة قرطاج.

## أزمات
في عام 2003 تعرض مارسيل لدعوى قضائية في لبنان لأنه استخدم آية قرآنيةً في أغنية (أنا يوسف يا أبي)، وهي قصيدة كتبها محمود درويش تستلهم قصة يوسف من القرآن في إسقاط على القضية الفلسطينية، تمت تبرئة مارسيل خليفة لاحقاً.
قام مارسيل مؤخراً بقيادة فرقة أوركسترا شارك بها العديد من العازفين العالميين، وهو يغني أغانيه عن حبيبته فلسطين ويعزف معزوفاته، كانت إحدى هذه الحفلات في قصر الأونسكو في بيروت، كما أصدر ألبوماً جديداً بعنوان تقاسيم. تمت تسمية مارسيل خليفة عام 2004 سفيراً للسلام من قبل منظمة اليونسكو. أيضا قام مؤخرًا بتأليف عمل موسيقي ضخم بمناسبة احتفال الجزيرة، بمرور عشر سنوات باسم الشرق، وتم أدائها في أوبرا لا سكالا في ميلانو.
في 13 آذار 2007 صوت نواب البرلمان البحريني على إنشاء لجنة للتحقيق في عرض لمارسيل خليفة وقاسم حداد باسم "مجنون ليلى"، في فعاليات مهرجان ربيع الثقافة في البحرين. اتهم النواب الإسلاميون في البرلمان العرض (أداء راقص) بأنه يتضمن إيحاءات جنسية. أصدر مارسيل خليفة بالاشتراك مع الشاعر قاسم حداد بياناً بعنوان جئنا لنعلن أن الحب يستهجن «الإرهاب الفكري».

## الأعمال

### ألبومات موسيقية
- أحمد العربي (اوبريت)
- وعود من العاصفة
- عالحدود
- سلام عليك
- ركوة عرب
- مداعبة
- جدل العود
- كونشيرتو الأندلس
- تصبحون على وطن
- حلم ليلة صيف
- بساط الريح
- الجسر
- سعادة
- تقسيم
- أعراس
- من أين أدخل الوطن
- الله ينجينا من الآت
- أغاني المطر
- سقوط القمر 2012
- ريتا
- شدو الهمة
- أحن إلى خبز أمي
- يطير الحمام
- اندلس الحب[6]

## وصلات خارجية
- مارسيل خليفة على موقع ميوزك برينز (الإنجليزية)
- مارسيل خليفة على موقع أول ميوزيك (الإنجليزية)
- مارسيل خليفة على موقع ديسكوغز (الإنجليزية)

- الصفحة الرسمية لمارسيل خليفة
- بيان مارسيل خليفة «جئنا لنعلن الحب» (بالإنجليزية)